# Tamara Williamson
Pour les articles homonymes, voir Williamson.
Tamara Williamson est une chanteuse, musicienne et productrice canadienne.

## Biographie
Née à Londres, Tamara Williamson commence par la musique classique dès son plus jeune âge mais n'est pas vraiment faite pour une carrière dans l'opéra et s'épanouit davantage en formant de petits groupes avec des personnalités telles que Alan White, futur batteur des célèbres Oasis. 
Mais cette talentueuse songwriter se sent vite à l'étroit à Londres et part s'installer à Toronto en 1993. Elle y commence une carrière chez BMG Canada avec son groupe Mrs Torrance et tourne dans tout le pays avec des groupes comme Jewel et Oasis et de nombreuses icônes de la musique canadienne. L'aventure prend fin en 1998 lorsque la musicienne commence une carrière solo.
Son premier opus, "Nightmare on Queen Street" se classe 4e meilleure production de l'année au Canada. Elle tourne ensuite sur la côte Ouest des USA, à New York et en Angleterre.
En 1999, à la suite de la sortie de son deuxième opus "Unconscious Pilot", ses concerts solo figurent en tête du classement des meilleures performances de Now Magazine.
Elle entame ensuite plusieurs collaborations avec des entités musicales différentes, comme le groupe de Hip hop canadien King Cobb Steelie, le groupe Do Make Say Think ou le groupe d'electronica Microbunny. 
Son style unique fait que sur scène, cette adepte de la lo-fi s'autosample (voix et/ou guitare) jusqu'à donner l'illusion qu'un groupe complet est sur scène. Au Canada, elle a été signée sur le label Records. Tamara est distribuée en Europe via le label Ocean Music. Elle a tourné en France avec Feist et Shannon Wright pour le festival Les Femmes s'en mêlent 2004 et a participé le lundi 26 avril 2004 aux black sessions de l'émission de Bernard Lenoir, C'est Lenoir sur France Inter (en première partie d'Under Byen). Elle produit également d'autres artistes comme Rachel Smith et Barzin. Elle interprète le titre Montreal sur le premier album de sa batteuse Morgan Doctor, Is this home (2006, Aporia Records).

## Discographie
- Nightmare on Queen Street, 1998
- Unconscious Pilot, 1999
- In the Arms of Ed, 2001 - Ocean Music
- All Those Racing Horses, 2003
- The Boat, 2006 - Ocean Music
- More Than A Decade, 2009 - Ocean Music
- Small Songs, 2009 - Ocean Music